# Orthoporidra stenorhyncha
Orthoporidra stenorhyncha är en mossdjursart som beskrevs av Moyano 1985. Orthoporidra stenorhyncha ingår i släktet Orthoporidra och familjen Lekythoporidae. Inga underarter finns listade i Catalogue of Life.